# Сантохи, Чан
Хандрика́персад «Чан» Са́нтохи (нидерл. Chandrikapersad «Chan» Santokhi; род. 3 февраля 1959, Лелидорп) — суринамский политический деятель. Президент Суринама с 16 июля 2020 по 16 июля 2025 года. Был единственным кандидатом на пост президента Суринама.

## Ранняя жизнь
Чан Сантохи родился 3 февраля 1959 года в Лелидорпе, в округе Суринам (ныне известном как округ Ваника). Рос в сельской местности, был младшим в семье из девяти детей. Его отец работал в порту Парамарибо, а мать — продавщицей в Лелидорпе.

## Политическая карьера
После окончания средней школы Сантохи получил стипендию для обучения в Нидерландах. С 1978 по 1982 годы он учился в Полицейской академии Нидерландов в Апелдорне. После окончания учёбы вернулся в Суринам в сентябре 1982 года, и устроился работать в полицию. С 23-летнего возраста Сантохи работал инспектором полиции в Гейерсвлайте и Ванице, пока в 1989 году не был назначен главой Национального департамента уголовных расследований. В 1991 году он был назначен главным комиссаром полиции.

### Министр юстиции
В сентябре 2005 года Сантохи был приведён к присяге в качестве министра юстиции и полиции от Прогрессивной реформистской партии Суринама. Время его пребывания на этом посту ознаменовалось жёстким подавлением преступности, в частности наркотрафика, и строгим соблюдением законности и порядка. За это от Дези Баутерсе он получил прозвище «Шериф».

### Расследование декабрьских убийств
Чан Сантохи руководил расследованием декабрьских убийств в качестве комиссара полиции. Эксклюзивно для декабрьского судебного разбирательства по делу об убийствах он построил хорошо охраняемый зал суда в Домбурге. 26 ноября 2007 года, за 4 дня до начала судебного процесса, Дези Баутерсе заявил, что Чан Сантохи хотел «заключить его в тюрьму и убить». Баутерсе добавил, что многочисленные предыдущие попытки «устранить его» потерпели неудачу, и предупредил Сантохи, чтобы он был осторожен в своих «намерениях устранить Баутерсе». 29 ноября 2019 года Апелляционный суд вынес вердикт по делу о декабрьских убийствах и Баутерсе был приговорён к 20 годам лишения свободы.
10 сентября 2008 года Чан Сантохи подал в суд на Дези Бутерсе за оскорбление и клевету, поскольку тот утверждал, что Сантохи был связан с наркодилерами и другими преступниками. 23 сентября суд постановил, что обвинения были недоказанными, обязал Баутерсе опубликовать исправление и выплатить штраф в размере 100 000 суринамских долларов за каждый день, когда Баутерсе не исполнил приговор. В тот же день Баутерсе опубликовал исправление в газете De West, где признал, что его утверждения не соответствуют действительности.

### CICAD
Чан Сантохи в течение 15 лет был официальным представителем Межамериканской комиссии по борьбе со злоупотреблением наркотиками (CICAD). Изначально он был избран 6 декабря 2010 года президентом этой организации сроком на один год. В 2009 году Сантохи также в течение одного года был вице-президентом данной организации.

### Участие в выборах 2010 года
На парламентских выборах 2010 года Чан Сантохи получил наибольшее количество голосов после Дези Баутерсе, несмотря на то, что он был одним из последних в списке избирателей Прогрессивной реформистской партии. В июле того же года он был назначен кандидатом в президенты от парламентской фракции «Новый фронт за демократию и развитие». Соперником Сантохи на президентских выборах был Дези Баутерсе. Поскольку Баутерсе сотрудничал с Ронни Брюнсвийком и Полом Сомохарджо, его партия получила 36 мест, в то время как «Новый фронт» получил только 14 мест. В результате Баутерсе был избран восьмым президентом Суринама.

### Председатель Прогрессивной реформистской партии
3 июля 2011 года Сантохи был избран председателем Прогрессивной реформистской партии (ПРП). Эта партия после назначения Сантохи председателем превратилась в многоэтническую, которая, согласно современным статистическим данным, является второй по величине политической партией в Суринаме. Имея 8 мест в парламенте, Прогрессивная реформистская партия была крупнейшей оппозиционной партией страны до 2020 года.

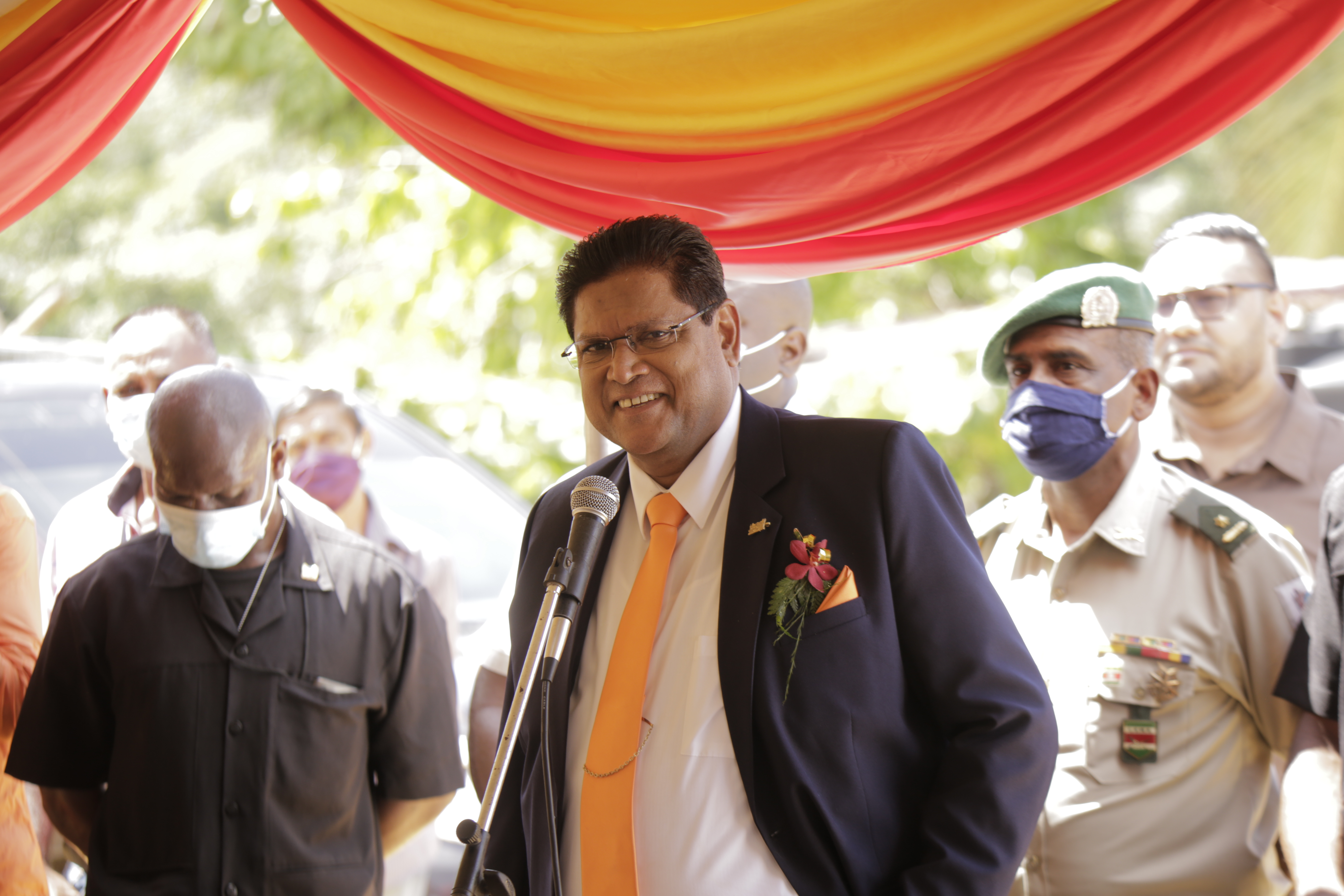
Чан Сантохи во время своего рабочего визита в округ Коммевейне, 21 сентября 2020 года

## Президент Суринама
26 мая 2020 года предварительные результаты парламентских выборов в Суринаме 2020 года показали, что ПРП набрала наибольшее количество голосов и что Чан Сантохи является наиболее вероятным кандидатом на пост президента Суринама. 30 мая Сантохи выдвинул свою кандидатуру на должность главы страны. 29 июня ПРП выдвинула Чана Сантохи своим кандидатом на пост президента, а 7 июля это сделала коалиция, также выдвинув Ронни Брюнсвийка в качестве кандидата пост вице-президента Суринама.
13 июля Сантохи был избран президентом путём аккламации на безальтернативных выборах. Его инаугурация состоялась 16 июля на Площадь Независимости в Парамарибо. Из-за пандемии COVID-19 на церемонии не присутствовала публика. Сантохи принёс присягу, читая индуистские санскритские шлоки и мантры. Инаугурацию также благословили несколько христианских религиозных лидеров.
В сентябре 2021 года Сантохи посетил Нидерланды, став первым президентом Суринама с 2008 года, сделавшим это, после того как дипломатические отношения между двумя странами остыли. Премьер-министр Нидерландов Марк Рютте назвал сближение «историческим».

## Личная жизнь
19 июля 2020 года Чан Сантохи женился на своей давней партнёрше Меллисе Сантохи-Синачерри, которая является по профессии юристом. Брак состоялся на частной церемонии. У Чана Сантохи также есть двое взрослых детей (дочь и сын) от предыдущего брака.